# Vännäs község
Vännäs község (svédül: Vännäs kommun) Svédország 290 községének egyike. 
A mai község 1980-ban jött létre. Lakosainak száma 9132 fő (2024. december 31.).

## Települései
A községben 14 település található:
| Település      | Népesség | Megjegyzés         |
| -------------- | -------- | ------------------ |
| Vännäs         |          | a község székhelye |
| Vännasby       |          |                    |
| Brån           |          |                    |
| Pengfors       |          |                    |
| Penglund       |          |                    |
| Pengsjö        |          |                    |
| Strand         |          |                    |
| Sunnanå        |          |                    |
| Tväråbäck      |          |                    |
| Vännfors       |          |                    |
| Västra Spöland |          |                    |
| Ytterbyn       |          |                    |
| Östra Spöland  |          |                    |
| Selet          |          |                    |